# Fitzroy Developmental Road
Die Fitzroy Developmental Road ist eine Fernverkehrsstraße in Queensland, Australien und wird als Staatsstraße 67 geführt. Sie hat eine Länge von 502 km und verläuft in Süd-Nord-Richtung von Taroom am Leichhardt Highway bis zum Peak Downs Highway östlich von Coppabella.

## Verlauf

### Taroom – Bauhinia
Die unbefestigte Straße zweigt 17 km nördlich von Taroom vom Leichhardt Highway (A5) nach Nord-Nordwesten ab und führt östlich am Palmgrove-Nationalpark vorbei. Nach 111 km trifft sie auf den Dawson Highway (S60) zwischen Moura und Bauhinia. Mit dem Dawson Highway verläuft sie die nächsten 19 km bis Bauhinia nach West-Nordwesten.

### Bauhinia – Dingo
Von Bauhinia führt die asphaltierte Fitzroy Developmental Road nach Nord-Nordosten. Von der Station Barranga bis zum Abzweig nach Woorabinda (ca. 30 km) ist sie wieder eine unbefestigte Piste. Zwischen Duaringa und Tryphinia erreicht sie – nun wieder als Asphaltstraße – den Capricorn Highway (A4) nach 107 km (von Bauhinia aus). Zusammen mit dem Capricorn Highway führt sie dann 35 km nach West-Nordwesten bis zur Kleinstadt Dingo.

### Dingo – Peak Downs Highway
In Dingo zweigt die Fitzroy Developmental Road vom Capricorn Highway nach Nordwesten ab und verläuft – vorbei am Taunton-Nationalpark – parallel zur Ostküste Australiens, bis sie 21 km östlich von Coppabella nach 230 km auf den Peak Downs Highway (S70) trifft. Auf diesem Weg überquert sie den Mackenzie River und den Isaac River.